# Bianor incitatus
Bianor incitatus là một loài nhện trong họ Salticidae.
Loài này thuộc chi Bianor. Bianor incitatus được Tord Tamerlan Teodor Thorell miêu tả năm 1890.